# Безіл Ретбоун
Сер Філіп Сент-Джон Безіл Ретбоун MC (англ. Philip St. John Basil Rathbone; 13 червня 1892  Йоганнесбург, Південно-Африканська Республіка — 21 червня 1967 Нью-Йорк, США) — англійський актор.

## Вибрана фільмографія
| Рік  |   | Українська назва       | Оригінальна назва        | Роль                          |
| ---- | - | ---------------------- | ------------------------ | ----------------------------- |
| 1929 | ф | Кінець місіс Чейні     | The Last of Mrs. Cheyney | лорд Артур Діллінг            |
| 1935 | ф | Девід Коперфілд        | David Copperfield        | Едвард Марстоун               |
| 1935 | ф | Останні дні Помпеї     | The Last Days of Pompeii | Понтій Пілат                  |
| 1935 | ф | Одіссея капітана Блада | Captain Blood            | капітан Левасер               |
| 1935 | ф | Анна Кареніна          | Anna Karenina            | Олексій Каренін, чоловік Анни |
| 1936 | ф | Ромео і Джульєтта      | Romeo and Juliet         | Тібальт                       |
| 1939 | ф | Син Франкенштейна      | Son of Frankenstein      | Барон Вольф фон Франкенштейн  |
| 1943 | ф | Поза підозрою          | Above Suspicion          | Сіг фон Ашенхаузен            |
| 1962 | ф | Історії жаху           | Tales of Terror          | Кармайкл                      |